# Igensdorf
Igensdorf è un comune tedesco di 4 800 abitanti, situato nel land della Baviera.